# Festival international de la photographie de mode
Le Festival international de la photographie de mode a lieu en été à Cannes depuis 2002. 

## Description
Ses organiseurs proposent au grand public des expositions des photographies géantes organisées en plein-air sur plusieurs sites prestigieux de la ville, tels que la Croisette, le Casino Palm Beach, l'hôtel Martinez,. Le festival participe de la promotion de la photographie de mode et est un lieu de rencontre entre les professionnels de ce secteur - créateurs des images aussi bien que les fabricants d'appareils photographiques. 

## Critères de sélection
Chaque édition réunit les photographies d'un grand nombre de photographes confirmés, sans distinction de l'origine de leur création (séries de mode pour des magazines ou campagnes publicitaires). Les photographes de toutes les générations et continents sont conviés à l’événement.  

### Photographes à l'honneur
Chaque année un photographe est présenté en tant que « Invité » soit le photographe à l'honneur. Lors de la 7e du festival (2009), c'est l’œuvre de Guy Bourdin qui a été mise à l'honneur. Il s'agissait de la première exposition du photographe en France depuis sa première exposition posthume à Victoria & Albert Museum à Londres en 2003. Sont ainsi présentés, aux côtés des grands noms de la photographie de mode, des photographes dont les noms sont souvent inconnus du grand public.    
- 2014 : Chico Bialas[7],[8]
- 2013 : Sacha Van Dorssen[9]
- 2012 : Rétrospective[10]
- 2011 : Tyen[5],[11]
- 2010 : Jacques Olivar[12],[13]
- 2009 : Guy Bourdin
- 2008 : Marc Hispard[14]
- 2007 : Gilles Bensimon
- 2006 : Friedmann Hauss[15]
- 2005 : Hans Feurer
- 2004 : Steve Hiett
- 2003 : Jeanloup Sieff

## Prix
Plusieurs prix sont décernés par un jury composé de professionnels :  
- Le Grand Prix de la Photographie de Mode 2009 (pour un auteur confirmé)
- Le Prix du Jeune Talent de la Photographie de Mode

## Organisateurs
Son directeur est dès ses débuts Marcel Partouche-Sebban.  